# Phyllium bioculatum
Espèce
Statut de conservation UICN

 LC  : Préoccupation mineure
Phyllium bioculatum ou Phasme feuille de Java est une espèce de phyllies (phasmes de la famille des Phyllidae), caractérisée par son mimétisme : elle imite une feuille de plante.

## Description
La phasme feuille de Java présente un dimorphisme sexuel : 
- le mâle est plus court (7 cm environ) et moins large que la femelle (9,4 cm de long)
- Le mâle est de couleur marron alors que la femelle avec son abdomen aplati ressemble à une feuille verte.
- Le mâle est muni d'une paire d'ailes fonctionnelles et peut voler sur des distances assez courtes, alors que la femelle ne semble pas voler, bien que munie de grandes ailes en forme d'éventail[1].

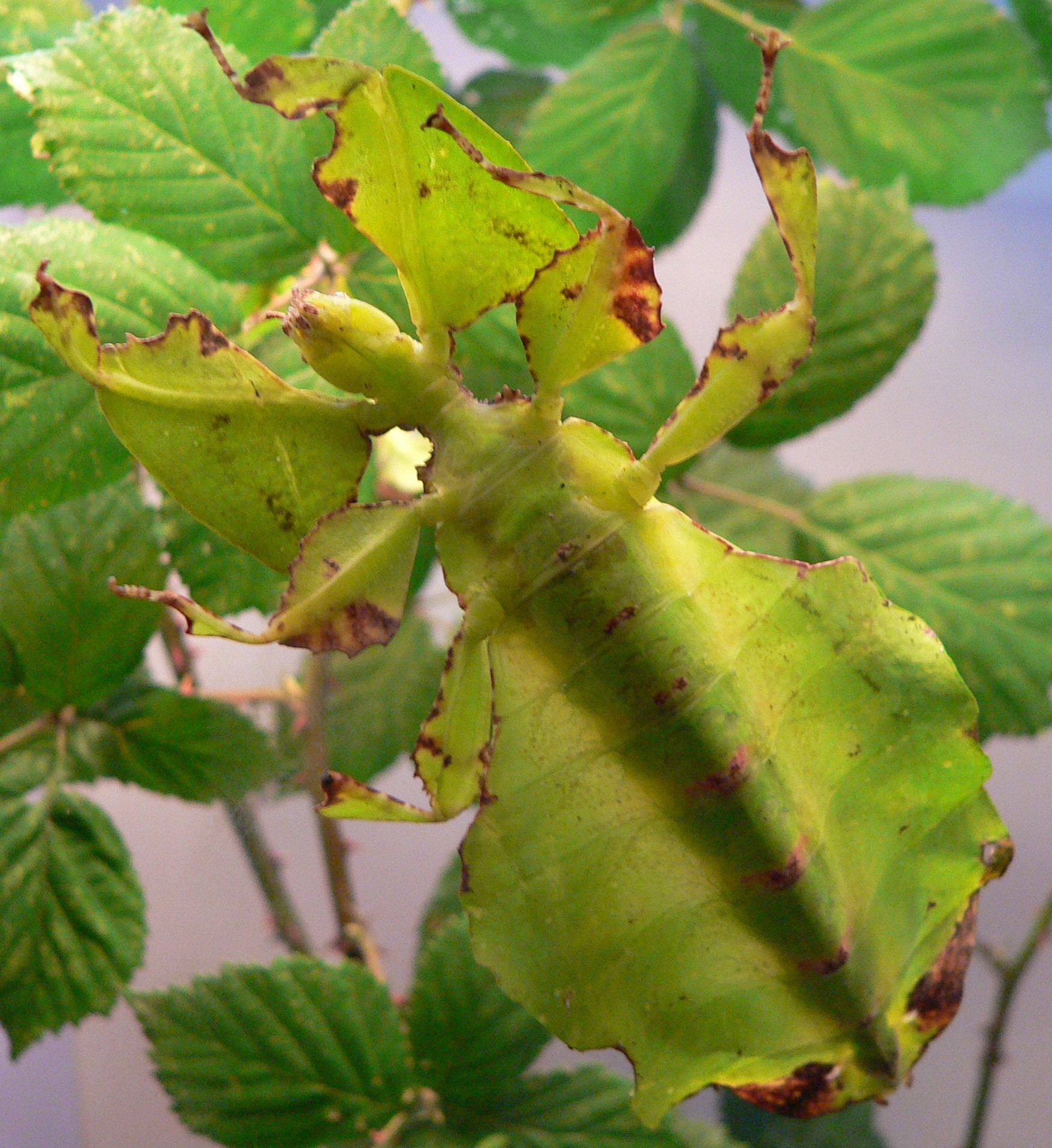
Phyllium bioculatum, femelle

## Répartition
Ces insectes vivent notamment à Java et aux Seychelles.

## Reproduction
Les œufs fécondés ont une durée d'incubation de 5 à 7 mois.
Les femelles se reproduisent par parthénogenèse ; les œufs non fécondés ne donnent naissance qu'à des femelles (parthénogenèse thélytoque).

## Taxinomie
Selon les classifications, cette espèce peut appartenir au sous-genre Pulchriphyllium, son nom complet est alors : Phyllium (Pulchriphyllium) bioculatum mais le sous-genre est actuellement élevé au rang de genre.